# سامیه یوسف عمر
سامیه یوسف عمر (سومالیایی: Saamiya Yuusuf Cumar; ۲۵ مارس ۱۹۹۱ – آوریل ۲۰۱۲) دونده زن اهل سومالی بود.